# ألتمارك

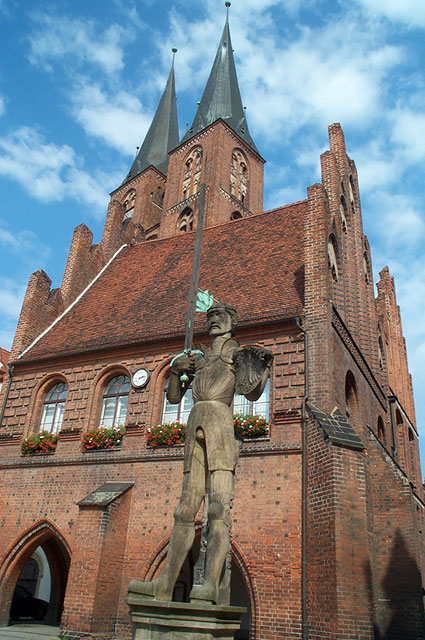

ألتمارك (Altmark) منطقة تاريخية في ألمانيا، تضم الثلث الشمالي من ولاية ساكسونيا أنهالت. لكونها الأراضي الأولى لمرغريفات براندنبورغ يـُـشار إليها أحيانا باسم "مهد بروسيا"، كما أن أوتو فون بسمارك أصله من شونهاوزن بالقرب من شتندال.